# Oltretorrente (romanzo)
Oltretorrente è un romanzo di Pino Cacucci del 2003.

## Trama
Nell'agosto del 1922 gli abitanti del quartiere popolare di Parma, chiamato Oltretorrente, resistono alle squadre fasciste pesantemente armate e guidate dal quadrumviro Italo Balbo, l'"eroe trasvolatore" del fascismo. Si tratta dell'ultima resistenza rivoluzionaria all'incalzare del fascismo, che non è ancora dittatura ma lo diventerà.
La narrazione è un lungo flashback il cui io narrante è un vecchio "ardito" - ovvero un miliziano degli Arditi del Popolo - il gruppo armato guidato da Guido Picelli, che poi troverà la morte durante la guerra civile spagnola - che ricorda i fatti durante i funerali di Mario Lupo, un giovane (19 anni) della sinistra extraparlamentare, accoltellato da neofascisti nel 1972.
Dopo la vittoria, temporanea ma stupefacente, dei popolani del rione, una scritta in parmigiano comparve sugli argini del torrente:
che, tradotto, significa: